# Стана Арнаут
Света мученица Стана Арнаут (Метковић, 1909—Пребиловци, 1941), била је учитељица убијена у Пребиловцима на свиреп начин од стране усташа, током геноцида над српским народом у Независној Држави Хрватској. Канонизована је од стране Српске православне цркве, заједно са осталим пребиловачким мученицима.

## Биографија
Рођена је 1909. године у Метковићу, на територији тадашње Аустроугарске. О Станином поријеклу и животу прије доласка у Пребиловце, постоји врло мало информација. Прије доласка у Пребиловце, и обављања дужности учитељице у сеоској основној школи "Свети краљ Милутин", службовала је у Габели. На почетку Другог свјетског рата доживјела је судбину осталих становника овог села. Након прославе Светог Илије, усташе упадају у село гдје постављају барикаде око православне цркве која постаје мјесно страшног злочина над локалним српским становништвом. Другог дана напада усташких снага на Пребиловце 5. августа 1941. године, учитељица Стана Арнаут доведена је у школу коју су усташе претвориле у сабиралиште и мучилиште народа. Након мучења, заклана је пред зградом школе и бачена у оближњу Ждракановића башчу. Учитељица Стана Арнаут није хтјела да се одвоји од својих ученика, и заједно са њих 120 убијена је на најсвирепији начин. Унакажено тијело своје учитељице касније су пронашли преживјели мјештани и сахранили у мјесно гробље, у породичној гробници Милана Булута гдје и данас почива.

## Библиотека
Током 2016. године у Пребиловцима је покренута идеја да се у склопу Духовног и културног центра "Свети краљ Милутин" формира библиотека. На иницијативу Црквене Општине Чапљина покренута је акција сакупљања књига за библиотеку у Пребиловцима. Многобројне институције из региона и иностранства као и појединци одазвали су се позиву да помогну формирање библиотеке. Другог дана Васкрса 2016. године библиотека "Света Стана Арнаут" у Пребиловцима је и званично отворена.